# Jim O'Rourke (giocatore di baseball)
James Henry O'Rourke (Bridgeport, 1º settembre 1850 – Bridgeport, 8 gennaio 1919) è stato un giocatore di baseball statunitense che ha giocato nel ruolo di esterno nella Major League Baseball (MLB). È stato introdotto nella National Baseball Hall of Fame nel 1945.

## Carriera
O'Rourke iniziò la carriera professionistica nel Middletown Mansfields nel 1872. L'anno seguente firmò per i Boston Red Stockings, con i quali rimase fino al 1878.  Il 22 aprile 1876 batté la prima valida nella storia della National League.
Dopo avere lasciato le major league nel 1893 continuò a giocare nelle minor league fino ai cinquant'anni di età. Come dirigente della squadra di Bridgeport nella Connecticut League nel 1895 O'Rourke assunse il primo giocatore di baseball afroamericano della storia.
Nel 1904 fece la sua ultima apparizione con la maglia dei New York Giants sotto la direzione del manager e amico John McGraw, diventando a 54 anni il più anziano giocatore della storia della National League e il più vecchio a raggiungere una base nella storia della MLB.  O'Rourke è uno dei soli 29 giocatori nella storia della MLB ad essere sceso in campo in quattro diversi decenni. Per il periodo 1876–1892 solo Cap Anson ebbe più partite nella MLB (1644), valide (2146), turni in battuta (6884), doppi (392) e basi totali (2936) e fu secondo solo a Harry Stovey in punti segnati (1370).

## Palmarès
- Leader della National League in fuoricampo: 1

1880